# Zakerana kirtisinghei
Espèce
Synonymes
- Limnonectes kirtisinghei Manamendra-Arachchi & Gabadage, 1996
- Fejervarya kirtisinghei (Manamendra-Arachchi & Gabadage, 1996)

Statut de conservation UICN

 LC  : Préoccupation mineure
Zakerana kirtisinghei est une espèce d'amphibiens de la famille des Dicroglossidae.

## Répartition
Cette espèce est endémique du Sri Lanka. Elle se rencontre entre 150 et 1 580 m d'altitude dans le massif Central et les monts Rakwana.

## Description
Zakerana kirtisinghei mesure de 26 à 39 mm pour les mâles et de 33 à 44 mm pour les femelles. Sa face dorsale est brune avec des taches brun foncé et présente parfois une bande longitudinale de couleur jaune pâle à noisette. Sa face ventrale est jaune pâle.

## Étymologie
Cette espèce est nommée en l'honneur de Parakrama Kirtisinghe (1903-1981).

## Publication originale
- Manamendra-Arachchi & Gabadage, 1996 : Limnonectes kirtisinghei, a new species of ranid frog from Sri Lanka. Journal of South Asian Natural History, Colombo, vol. 2, p. 31-42 (texte intégral).